# 渡邊步
渡邊步（日语：／ Watanabe Ayumu，1966年9月3日—），日本男性動畫師、動畫演出家、動畫導演。出身於東京都。別名。

## 來歷
渡邊步原本的目標是考美術大學，但沒能考上，他抱著「只要能靠畫畫謀生就好」的簡單想法，考入了代代木動畫學院，決定成為一名動畫師。從代代木動畫學院輟學後，他在一家動畫工作室工作，然後於1986年加入Studio MATES。經過約3個月的動畫線條畫訓練後，他開始進場工作，並在電影《哆啦A夢：大雄與龍騎士》負責動畫一職首次亮相。此後，他每月負責與Studio MATES承包的電視系列《哆啦A夢 (1979年版)》的動畫工作。
1988年，他轉移至SHIN-EI動畫。此後他持續參與《哆啦A夢》作品的製作直至離開該公司。在擔任動畫師多年後，包括擔任原畫和作畫監督，他也開始從事演出工作。在擔任分鏡、演出之後，他憑藉長篇電影《哆啦A夢回來了》首次擔任導演。由於他剛開始執導的時候已經30歲左右了，比同世代的人還要晚，所以他諮詢了當時在SHIN-EI動畫工作的原惠一，他建議渡邊再努力一點，於是渡邊決定將所有這些都納入同一篇作品中。從那時起，他執導了一系列5部長片，其中包括《我出生的那一天》。2000年，其導演的《大雄的懷念奶奶》榮獲第55屆每日電影獎動畫電影獎。2005年，當電視系列續訂為《哆啦A夢 (2005年電視動畫)》時，他被賦予了創作新角色（人物設定）的責任。他執導了本身的第1部長片《哆啦A夢：新·大雄的恐龍》，於2006年3月4日上映。該作品榮獲第1屆Invitation AWARDS動畫獎。2011年3月11日東日本大震災後，作為計畫的一部分，他為連環圖畫創作了插圖。
2011年，他離開SHIN-EI動畫，成為自由工作者。成為自由工作者後，他主要執導電視系列。
2019年，憑藉該年上映的電影《海獸之子》兩度獲得每日電影獎動畫電影獎，並榮獲第23屆日本新媒體動漫藝術節動畫部門大獎。

## 人物、風格
在Studio MATES工作期間，他師從一川孝久（後來加入STUDIO COMET），在SHIN-EI動畫工作期間，他師從中村英一（該公司前作畫部門部長）。當他從Studio MATES跳槽到SHIN-EI動畫時，他向中村和SHIN-EI的其他導演們推銷自己，因為他透過製作《哆啦A夢》與他們建立了聯繫，並且在中村的推薦下，通過了就業考試。
他總是有意識地創作一些能讓小孩子觀看並在孩子們記憶中留下持久印象的作品。
渡邊的作畫充滿了讓人聯想到SHIN-EI動畫前身A Production的《根性青蛙》、《頑皮鼠歷險記》等作品的華麗動作，而且導演手法有些過頭，他自己也表示「被稱為“哆啦粉碎機”，得到的評價褒貶不一」。不過，該作品最大限度地發揮了原作的魅力的風格，以及豐富地表現人物表情和動作的製作獲得了高度評價。他也特別熱衷於把靜香畫得盡可能可愛。
除了執導《哆啦A夢》等SHIN-EI動畫的作品之外，他還參與了《小超人帕門》兩部電影的製作。自2005年以來，《小超人帕門》的續集一直沒有製作，但在接受《Fami通》採訪時，他表示自己想完結這個系列。
和普通孩子一樣，他喜歡看動畫。他列舉了對他影響深遠的作品，如《阿爾卑斯的少女海蒂》、《清秀佳人》、《明日之丈》（尤其是《明日之丈2》）和《網球甜心》。當他作為《多啦A夢》電影的導演第一次承擔起《阿爾卑斯山的少女海蒂》和《明日之丈2》這兩部電影的責任時，他問自己，為什麼自己會認為這些電影不錯。他說，用動作、聲音和色彩表達的動畫《阿爾卑斯山的少女海蒂》至今仍留在他的腦海裡。他還對高勳的《阿爾卑斯的少女海蒂》和《清秀佳人》等電影的精湛構圖感到折服。他只是喜歡《明日之丈》和《網球甜心》這兩部作品，但《明日之丈2》讓他著迷的是出崎統所謂的出崎演出，它傳達的情感不同於簡單地向觀眾傳達信息透過對話，他表示這次經驗讓他意識到訴諸人們情感的重要性。
當他決定參與《哆啦A夢》的時候，他其實並不想把它當成一份工作，因為他對藤子·F·不二雄的敬仰之情。

## 參加作品

### 電視動畫
1987年
- 超能力魔美（—1989年，原畫）

1988年
- 哆啦A夢 (1979年版)（—2005年，分鏡、演出、作畫監督、原畫、OP分鏡[注 3]）

1990年
- 八百八町表裏 化妝師（日语：八百八町表裏 化粧師）（—1991年，作畫）

2001年
- ANGELIC LAYER 天使領域（分鏡）※名義。

2002年
- 笑園漫畫大王 THE ANIMATION（分鏡）※名義。
- 我們這一家（—2009年，分鏡）

2003年
- 廢棄公主（分鏡）※名義。

2005年
- 哆啦A夢 (2005年版)（2005年—，人物設定[注 4]、編劇[注 5]、OP分鏡[注 6]）

2012年
- 謎樣女友X（導演、分鏡、OP分鏡、ED分鏡&演出）
- 宇宙兄弟（—2014年，導演、分鏡、OP分鏡、ED分鏡&演出、第97話配音演出[注 7]）

2013年
- 團地友夫（—2015年，導演、分鏡）

2014年
- 如果折斷她的旗（導演[11]、分鏡、OP分鏡、ED分鏡）
- 大圖書館的牧羊人（OP分鏡）

2015年
- 雙槍激鬥（OP分鏡）
- （導演）

2016年
- 逆轉裁判 ～對這個「真相」，有異議！～（導演、分鏡、OP分鏡）

2018年
- 愛在雨過天晴時（導演、分鏡、OP分鏡、ED分鏡&演出）
- 錢進球場（導演[12]、分鏡）
- 棒球大聯盟2nd（—2020年，導演[13][14]、分鏡）
- 逆轉裁判 ～對這個「真相」，有異議！～ Season2（—2019年，導演、分鏡、OP分鏡）

2020年
- 大欺詐師（分鏡）

2021年
- 古見同學是溝通魯蛇。（—2022年，總導演[15]）

2022年
- 夏日時光（導演[16]、分鏡、ED1分鏡）

2024年
- 女僕冥土小姐（導演[17]、音響監督[18]、分鏡）

2025年
- 魔法帽的工作室（導演[19]）

### 電影動畫
1988年
- 哆啦A夢：大雄的平行西遊記（原畫）

1989年
- 哆啦A夢：大雄的日本誕生（原畫）

1990年
- 哆啦A夢：大雄與動物行星（作畫監督補佐）

1991年
- 哆啦A夢：大雄的天方夜譚（作畫監督）

1992年
- 哆啦A夢：大雄與雲之王國（作畫監督）

1998年
- 哆啦A夢回來了（導演、人物設定、作畫監督）
- 哆啦A夢：大雄的南海大冒險（作畫監督補佐）

1999年
- 大雄的結婚前夜（導演、人物設定、作畫監督）

2000年
- 大雄的懷念奶奶（導演、人物設定、作畫監督）
- 哆啦A夢：大雄的太陽王傳說（作畫監督補）

2001年
- 加油！胖虎!!（導演、人物設定、作畫監督）

2002年
- 我出生的那一天（導演、人物設定、作畫監督）

2003年
- Pa-Pa-Pa The★Movie 小超人帕門（導演、編劇）
- 哆啦A夢：大雄與不可思議的風使者（人物設定、總作畫監督）

2004年
- Pa-Pa-Pa The★Movie 小超人帕門：章魚DE砰，八條腿砰！（導演、編劇）
- 霍爾的移動城堡（原畫）[注 8]
- 哆啦A夢：大雄的貓狗時空傳（演出、人物設定、總作畫監督）

2006年
- 哆啦A夢：新·大雄的恐龍（導演、編劇、分鏡）

2007年
- 哆啦A夢：大雄的新魔界大冒險 ～7人魔法使～（附加影像）

2008年
- 哆啦A夢：大雄與綠之巨人傳（導演、分鏡）

2009年
- 哆啦A夢：新·大雄的宇宙開拓史（機械設定）

2011年
- 劇場版 魔法老師！ ANIME FINAL（分鏡）

2014年
- 一年級大個子二年級小個子（日语：大きい1年生と小さな2年生）（導演）
- 宇宙兄弟#0（導演、分鏡）

2019年
- 海獸之子（導演[20]）

2021年
- 漁港的肉子（導演）

### 其它工作
- 小學館電視繪本 哆啦A夢：新·大雄的恐龍（2006年，原畫加筆）
- 可動繪本 大雄的恐龍（2006年，水彩插圖繪製）
- 藤子·F·不二雄大全集《哆啦A夢》第6冊（2010年，解說撰寫）
- （2011年，紙上劇場繪製）
- 劍魂V（日语：ソウルキャリバーV）（2012年，場景剪輯導演）
- Anige☆Eleven！（日语：アニゲー☆イレブン!）（2021年，第292回嘉賓）

## 腳註

## 相關項目
- 代代木動畫學院
- STUDIO COMET
- SHIN-EI動畫
- 中村英一（日语：中村英一）
- 日本動畫師列表（日语：アニメ関係者一覧）